# Pontisk spindelört
Pontisk spindelört (Thesium ebracteatum) är en sandelträdsväxtart som beskrevs av Friedrich Gottlob Hayne. Pontisk spindelört ingår i släktet spindelörter, och familjen sandelträdsväxter. Arten har ej påträffats i Sverige. Inga underarter finns listade i Catalogue of Life.